# Anhur

Shu

Anhur var en gud i antikens Egypten.  Anhur var, ursprungligen i Abydosregionen, både solgud och krigsgud. På grund av denna senare roll kopplades han av grekerna till Ares.